# Warrant (band)
Warrant is een Amerikaanse glam metalband uit Hollywood, Los Angeles, die vooral succesvol was tussen 1989 en 1996 en waarvan er miljoenen albums over de toonbank gingen. De band is vooral bekend van nummers als "Down Boys", "Heaven", "Sometimes She Cries", "Cherry Pie" en "I Saw Red".

## Biografie
De groep werd in 1984 opgericht door gitarist Erik Turner. De eerste bezetting bestond, naast Turner, uit zanger Adam Shore, drummer Max Asher, gitarist Josh Lewis, en bassist Chris Vincent, die snel vervangen werd door Jerry Dixon. In september 1986 stapten Shore en Asher over naar een andere band genaamd Hot Wheelz. Later die maand zag Turner zanger Jani Lane en drummer Steven Sweet optreden met hun band Plain Jane. Turner nodigde de twee uit om te komen jammen met Warrant. In 1987 kwamen Lane en Sweet officieel bij Warrant.
In januari 1988 tekende Warrant een contract bij Columbia Records, een jaar later kwam hun debuutalbum "Dirty Rotten Filthy Stinking Rich" op de markt. De eerste single, "Down Boys", werd een bescheiden succes in Amerika. De ballad "Heaven" haalde de 2e positie in de Billboard Hot 100, en ook de ballad "Sometimes She Cries" wist deze hitlijst te bereiken. Het succes ging door met het tweede album "Cherry Pie", waarvan het titelnummer en de ballad "I Saw Red" hits werden in Amerika. In Nederland en Vlaanderen heeft Warrant nooit de hitlijsten weten te bereiken.